# 香莎草兰
香莎草兰（学名：Cymbidium cochleare），又名垂花兰，为兰科蕙兰属下的一个种。

## 扩展阅读
- 維基物種上的相關：香莎草兰